# Gubernatorzy Grenlandii
Gubernatorzy Grenlandii

## Gubernatorzy Grenlandii Północnej
- Philip Rosendahl (1925–1928)
- Jørgen Berthelsen (1928–1929)
- Philip Rosendahl (1929–1939)
- Eske Brun (1939–1945)
- Carl Fredrik Simony (1945–1947)
- Niels Otto Christensen (1947–1950)

## Gubernatorzy Grenlandii Południowej
- Knud Oldendow (1925–1932)
- Aksel Svane (1932–1941)
- Eske Brun (1941–1945)
- Carl Fredrik Simony (1945–1950)

## Gubernatorzy Grenlandii Wschodniej
(zaanektowana przez Norwegię w 1932 i nazwana Ziemią Eryka Rudego)
- Helge Ingstad (1932–1933)

## Gubernatorzy Grenlandii
- Poul Hugo Lundsteen (1950–1960)
- Finn Nielsen (1960–1963)
- Niels Otto Christensen (1963–1973)
- Hans Lassen (1973–1979)

Dalsza lista przywódców Grenlandii patrz: Premierzy Grenlandii